# 나구와시촌
나구와시촌(名細村)은 사이타마현 이루마군에 있던 촌이다. 

## 지리
- 현재의 가와고에시 서부에 해당한다.

## 역사
- 1889년 4월 1일 - 정촌제 시행에 의해 고다마군 니구와시촌이 성립하였다.
- 1896년 4월 1일 - 고다마군이 이루마군에 편입해, 이루마군 나구와시촌이 되었다.
- 1955년 4월 1일 - 가와고에시에 편입해, 소멸하였다.

## 교통

### 철도
- 도부 철도
  - 도조 본선

## 참고문헌
- 角川日本地名大辞典